# Pomacanthus asfur
Pomacanthus asfur là một loài cá biển thuộc chi Pomacanthus trong họ Cá bướm gai. Loài này được mô tả lần đầu tiên vào năm 1775.

## Từ nguyên
Từ định danh asfur bắt nguồn từ Asfûr, tên thông thường trong tiếng Ả Rập của loài này và được gọi ở Yemen, cũng là nơi mà mẫu gốc được thu thập.

## Phạm vi phân bố và môi trường sống
P. asfur có phạm vi phân bố ở Tây Ấn Độ Dương. Loài này được ghi nhận từ Biển Đỏ trải dài xuống vịnh Aden và bờ biển Nam Oman, dọc theo bờ biển Đông Phi đến đảo Zanzibar ở phía nam.
Từ năm 1995 đến 2002, loài này đã được quan sát vài lần ở ngoài khơi Boca Raton và Dania Beach (đều là những thành phố thuộc bang Florida, Hoa Kỳ), nhiều khả năng là do phóng thích cá cảnh.
Bên cạnh đó, P. asfur còn được báo cáo là xuất hiện tại Malta ở Trung Địa Trung Hải dựa vào một mẫu vật trưởng thành được thu thập vào năm 2015, tuy nhiên, ảnh chụp mẫu vật cho thấy đó là Pomacanthus maculosus.
P. asfur sống gần các rạn san hô viền bờ và các hang động ở độ sâu khoảng từ 3 đến 30 m.

## Mô tả
P. asfur có chiều dài cơ thể tối đa được biết đến là 40 cm. P. asfur trưởng thành có thân màu xanh lam thẫm ở thân trước và màu xanh đen ở thân sau. Đầu sẫm đen với một vệt màu vàng tươi ở giữa thân của nó. Vây đuôi có màu vàng tươi, không có đốm. Vảy ở thân trước, ngực và gáy có viền đen. Vây lưng và vây hậu môn phát triển dài vượt qua vây đuôi. Cá con có màu xanh thẫm (gần như đen) với các dải sọc màu trắng và xanh óng; vây đuôi trong suốt.
P. asfur và P. maculosus đều có vệt vàng trên thân, nhưng vệt vàng của P. maculosus nằm ở thân sau và không lan rộng lên vây lưng, còn vệt vàng của P. asfur nằm ngay giữa thân và lan rộng lên một phần vây lưng trước. Những cá thể lai giữa hai loài này cũng đã được ghi nhận tại Kenya.
Số gai vây lưng: 12; Số tia vây ở vây lưng: 19–21; Số gai vây hậu môn: 3; Số tia vây ở vây hậu môn: 18–20; Số tia vây ở vây ngực: 17–18.

## Sinh thái
Thức ăn chính của P. asfur là hải miên (bọt biển) và những loài thuộc phân ngành Sống đuôi. P. asfur khá nhát, hiếm khi bơi xa khỏi nơi ẩn náu nên không dễ tiếp cận chúng. P. asfur thường sống đơn độc và rất hung hãn đối với đồng loại, trừ khi bắt cặp.
P. asfur thường được đánh bắt trong ngành buôn bán cá cảnh.